# Keibel Gutiérrez
Keibel Gutiérrez Torna (ur. 6 maja 1987) – kubański siatkarz grający na pozycji libero; reprezentant Kuby.
Jest zawodnikiem kubańskiego klubu Villa Clara.
W reprezentacji narodowej występował w pięciu edycjach Ligi Światowej (2006-2010). W 2009 i 2010 roku z reprezentacją awansował do turnieju finałowego, zajmując ostatecznie 4. miejsce.
Grał w Światowym Turnieju Kwalifikacyjnym do Letnich Igrzysk Olimpijskich 2008 w Düsseldorfie. Otrzymał nagrodę dla najlepszego przyjmującego.
W 2007 roku zdobył brązowy, a w 2009 roku złoty medal mistrzostw kontynentalnych. W Pucharze Wielkich Mistrzów 2009 z reprezentacją zajął 2. miejsce.
Został powołany na Mistrzostwa Świata 2010, gdzie zdobył srebrny medal.